# Stronza
Stronza è un singolo della cantautrice italiana Vale LP, pubblicato il 24 novembre 2023 come primo estratto dal primo album in studio Guagliona.
Il brano è stato presentato in concorso a Sanremo Giovani 2023, dove si è classificato al quarto posto e non permettendo alla cantautrice di partecipare al Festival di Sanremo 2024.

## Descrizione
Il brano, scritto dalla stessa cantautrice con Mario Cianchi, è prodotto da Enrico Dadone, in arte Cali Low, e ha anticipato l'uscita dell'album Guagliona, uscito il 17 maggio 2024.

## Video musicale
Il video musicale, diretto da Andrea Lamedica, è stato pubblicato in concomitanza all'uscita del brano attraverso il canale YouTube della cantautrice.

## Tracce
Testi di Valentina Sanseverino e Mario Cianchi, musiche di Valentina Sanseverino, Andrea Bonomo, Mario Cianchi e Simone Guzzino.
1. Stronza – 2:59